# 吳璘 (景泰進士)
吳璘（1429年—？），字廷潤，直隸崑山縣人，應天府上元縣匠藉，明朝政治人物。進士出身。

## 生平
景泰元年（1450年）庚午科應天府鄉試第五十八名。景泰二年（1451年）聯捷辛未科會試第一百六十六名，殿試登進士第二甲第十四名。官至浙江按察司僉事。

## 家族
曾祖父吳益之。祖父吳彥彬。父亲吳文玉。